# Grand Prix Nizozemska 1959
Grand Prix Nizozemska 1959 (oficiálně VIII Grote Prijs van Nederland) se jela na okruhu Circuit Zandvoort v Zandvoortu v Nizozemsku dne 31. května 1959. Závod byl třetím v pořadí v sezóně 1959 šampionátu Formule 1.

## Závod
| Poř.   | No. | Jezdec                  | Konstruktér   | Počet kol | Čas/Odstoupení | Pořadí na startu | Body |
| ------ | --- | ----------------------- | ------------- | --------- | -------------- | ---------------- | ---- |
| 1      | 7   | Jo Bonnier              | BRM           | 75        | 2:05:26.8      | 1                | 8    |
| 2      | 8   | Jack Brabham            | Cooper-Climax | 75        | + 14.2         | 2                | 6    |
| 3      | 9   | Masten Gregory          | Cooper-Climax | 75        | + 1:23.0       | 7                | 4    |
| 4      | 12  | Innes Ireland           | Lotus-Climax  | 74        | + 1 kolo       | 9                | 3    |
| 5      | 1   | Jean Behra              | Ferrari       | 74        | + 1 kolo       | 4                | 2    |
| 6      | 3   | Phil Hill               | Ferrari       | 73        | + 2 kola       | 12               |      |
| 7      | 14  | Graham Hill             | Lotus-Climax  | 73        | + 2 kola       | 5                |      |
| 8      | 10  | Maurice Trintignant     | Cooper-Climax | 73        | + 2 kola       | 11               |      |
| 9      | 16  | Cliff Allison           | Ferrari       | 71        | + 4 kola       | 15               |      |
| 10     | 15  | Carel Godin de Beaufort | Porsche       | 68        | + 7 kol        | 14               |      |
| Ret    | 11  | Stirling Moss           | Cooper-Climax | 62        | Převodovka     | 3                | 1    |
| Ret    | 6   | Harry Schell            | BRM           | 46        | Převodovka     | 6                |      |
| Ret    | 2   | Tony Brooks             | Ferrari       | 42        | Únik oleje     | 8                |      |
| Ret    | 5   | Carroll Shelby          | Aston Martin  | 25        | Motor          | 10               |      |
| Ret    | 4   | Roy Salvadori           | Aston Martin  | 3         | Motor          | 13               |      |
| Zdroj: |     |                         |               |           |                |                  |      |

Poznámky
1. ↑  Stirling Moss získal jeden bod za zajetí nejrychlejšího kola.

## Průběžné pořadí po závodě
Pohár jezdců
|        | Pořadí | Jezdec       | Body |
| ------ | ------ | ------------ | ---- |
|        | 1      | Jack Brabham | 15   |
| 21     | 2      | Jo Bonnier   | 8    |
| 1      | 3      | Rodger Ward  | 8    |
| 1      | 4      | Tony Brooks  | 6    |
| 1      | 5      | Jim Rathmann | 6    |
| Zdroj: |        |              |      |

Pohár konstruktérů
|        | Pořadí | Konstruktér   | Body |
| ------ | ------ | ------------- | ---- |
|        | 1      | Cooper-Climax | 14   |
| 2      | 2      | BRM           | 8    |
| 1      | 3      | Ferrari       | 8    |
|        | 4      | Lotus-Climax  | 3    |
| Zdroj: |        |               |      |